# Trofeo Zamora
El Trofeo Zamora es el título otorgado desde el año 1959 por el diario deportivo  español Marca (y concedido  retroactivamente por dicha publicación en las temporadas anteriores) a los porteros de fútbol menos goleados de la Primera y de la Segunda División de España. Recibe su nombre de Ricardo Zamora, legendario portero de los años 1920 y 1930.

## Normativa

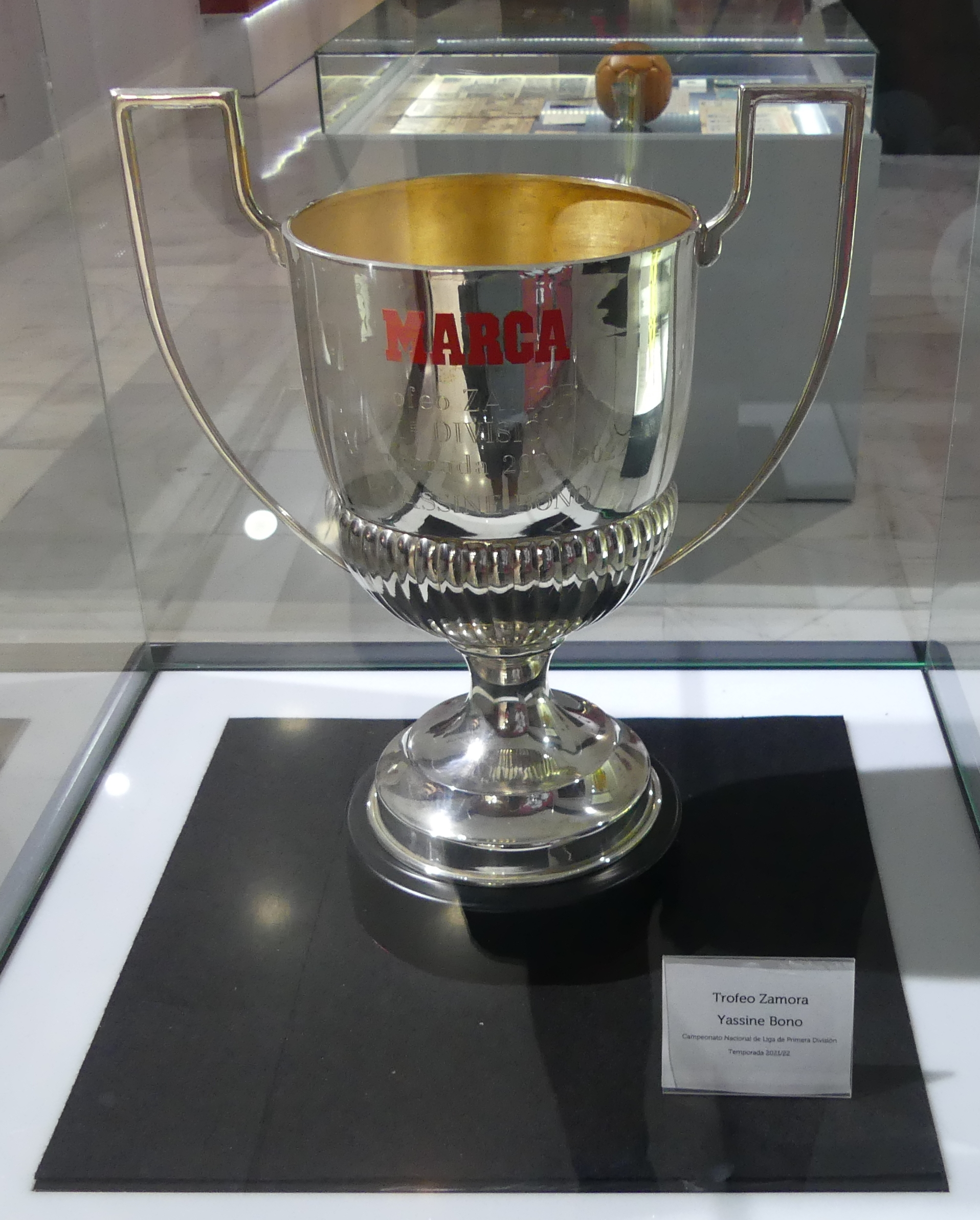
Trofeo Zamora, entregado por el periódico Marca en 2022 a Yassine Bounou. Museo del Sevilla Fútbol Club.

Para poder optar al trofeo, los guardametas deberán haber disputado veintiocho partidos, o más, durante el campeonato de Liga. Solo se computan aquellos encuentros en los que el guardameta permanezca en juego durante sesenta minutos como mínimo.
La clasificación del Trofeo Zamora se establece, una vez finalizada la temporada, según el cociente obtenido al dividir el total de goles recibidos por cada guardameta, por el número de partidos disputados que se le computaron, cociente que se obtiene hasta la fracción centesimal. Se clasifica en primera posición el poseedor del promedio numéricamente inferior y, sucesivamente, en orden creciente.
En caso de igualdad de promedios, no se clasifica primero el guardameta que haya disputado mayor cantidad de encuentros. En caso de no haber diferencia, los afectados quedan clasificados a la par. Por ello, el Trofeo Zamora podría ser ganado por más de un aspirante (cosa que sucedió en la temporada 1992-93). 
Es importante destacar que, dadas las reglas para la concesión del Trofeo Zamora, no necesariamente lo gana siempre el portero menos goleado (de hecho, en las temporadas 1970-71 y 1972-73 el diario Marca decidió entregar dos trofeos: uno al mejor coeficiente conforme a las reglas del premio y otro al portero menos goleado). Del mismo modo, como con anterioridad a 1959 no se entregaba este trofeo, otros diarios deportivos han considerado como porteros menos goleados a profesionales que, una vez que el diario Marca decidió entregar retroactivamente el Trofeo Zamora a quienes lo hubieran ganado en esas temporadas anteriores a 1959 conforme a los criterios ya mencionados (mejor coeficiente), no necesariamente coinciden con los ganadores del Trofeo Zamora. La lista vigente de ganadores del Trofeo Zamora se publica anualmente en la Guía de la Liga Marca y es, obviamente, dicha lista la única válida para determinar quiénes obtuvieron los trofeos, al tratarse de un premio que concede el propio diario.

## Zamora de Oro
Se concede al ganador de cinco trofeos Zamora. Solo lo han conseguido Antoni Ramallets, Víctor Valdés y Jan Oblak.

## Palmarés de Primera División
Ganadores del Trofeo Zamora (entregados retroactivamente por el diario Marca a los porteros con mejores coeficientes de las temporadas 1957-58 y anteriores):
| Temporada | Portero                                        | Nacionalidad      | Comunidad       | Equipo                                             | Partidos | Goles | Prom.     |
| --------- | ---------------------------------------------- | ----------------- | --------------- | -------------------------------------------------- | -------- | ----- | --------- |
| 1928-29   | Ricardo Zamora (1)                             | ESP (1)           | CAT (1)         | R. C. D. Español (1)                               | 15       | 24    | 1,60      |
| 1929-30   | Gregorio Blasco (1)                            | ESP (2)           | EUS (1)         | Athletic Club (1)                                  | 15       | 20    | 1,33      |
| 1930-31   | Tomás Zarraonandia (1)                         | ESP (3)           | EUS (2)         | Arenas de Getxo (1)                                | 14       | 27    | 1,92      |
| 1931-32   | Ricardo Zamora (2)                             | ESP (4)           | CAT (2)         | Real Madrid C. F. (1)                              | 17       | 15    | 0,88      |
| 1932-33   | Ricardo Zamora (3)                             | ESP (5)           | CAT (3)         | Real Madrid C. F. (2)                              | 18       | 17    | 0,94      |
| 1933-34   | Gregorio Blasco (2)                            | ESP (6)           | EUS (3)         | Athletic Club (2)                                  | 14       | 21    | 1,50      |
| 1934-35   | Joaquín Urquiaga (1)                           | ESP (7)           | EUS (4)         | Real Betis Balompié (1)                            | 21       | 19    | 0,90      |
| 1935-36   | Gregorio Blasco (3)                            | ESP (8)           | EUS (5)         | Athletic Club (3)                                  | 21       | 30    | 1,47      |
| 1939-40   | Fernando Tabales (1)                           | ESP (9)           | AND (1)         | Atlético Aviación (1)                              | 21       | 29    | 1,38      |
| 1940-41   | José María Echevarría (1)                      | ESP (10)          | EUS (6)         | Athletic Club (4)                                  | 18       | 21    | 1,16      |
| 1941-42   | Juan Acuña (1)                                 | ESP (11)          | GAL (1)         | Deportivo de La Coruña (1)                         | 26       | 37    | 1,42      |
| 1942-43   | Juan Acuña (2)                                 | ESP (12)          | GAL (2)         | Deportivo de La Coruña (2)                         | 25       | 31    | 1,24      |
| 1943-44   | Ignacio Eizaguirre (1)                         | ESP (13)          | EUS (7)         | Valencia C. F. (1)                                 | 26       | 32    | 1,23      |
| 1944-45   | Ignacio Eizaguirre (2)                         | ESP (14)          | EUS (8)         | Valencia C. F. (2)                                 | 22       | 28    | 1,27      |
| 1945-46   | José Bañón (1)                                 | ESP (15)          | VAL (1)         | Real Madrid C. F. (3)                              | 25       | 29    | 1,16      |
| 1946-47   | Raimundo Pérez Lezama (1)                      | ESP (16)          | EUS (9)         | Athletic Club (5)                                  | 23       | 29    | 1,26      |
| 1947-48   | Juan Zambudio Velasco (1)                      | ESP (17)          | MUR (1)         | F. C. Barcelona (1)                                | 26       | 31    | 1,19      |
| 1948-49   | Marcel Domingo (1)                             | FRA (1)           |                 | Club Atlético de Madrid (2)                        | 24       | 28    | 1,16      |
| 1949-50   | Juan Acuña (3)                                 | ESP (18)          | GAL (3)         | Deportivo de La Coruña (3)                         | 22       | 29    | 1,31      |
| 1950-51   | Juan Acuña (4)                                 | ESP (19)          | GAL (4)         | Deportivo de La Coruña (4)                         | 26       | 36    | 1,38      |
| 1951-52   | Antoni Ramallets (1)                           | ESP (20)          | CAT (4)         | F. C. Barcelona (2)                                | 28       | 40    | 1,42      |
| 1952-53   | Marcel Domingo (2)                             | FRA (2)           |                 | R. C. D. Español (2)                               | 27       | 34    | 1,25      |
| 1953-54   | Luis Menéndez (1)                              | ESP (21)          | CLN (1)         | Club Atlético de Madrid (3)                        | 22       | 24    | 1,09      |
| 1954-55   | Juan Alonso (1)                                | ESP (22)          | EUS (10)        | Real Madrid C. F. (4)                              | 24       | 24    | 1,00      |
| 1955-56   | Antoni Ramallets (2)                           | ESP (23)          | CAT (5)         | F. C. Barcelona (3)                                | 29       | 24    | 0,82      |
| 1956-57   | Antoni Ramallets (3)                           | ESP (24)          | CAT (6)         | F. C. Barcelona (4)                                | 29       | 35    | 1,20      |
| 1957-58   | Gregorio Vergel 'Goyo' (1)                     | ESP (25)          | MAD (1)         | Valencia C. F. (3)                                 | 28       | 28    | 1,00      |
| 1958-59   | Antoni Ramallets (4)                           | ESP (26)          | CAT (7)         | F. C. Barcelona (5)                                | 28       | 23    | 0,82      |
| 1959-60   | Antoni Ramallets (5)                           | ESP (27)          | CAT (8)         | F. C. Barcelona (6)                                | 27       | 24    | 0,88      |
| 1960-61   | José Vicente Train (1)                         | ESP (28)          | CAT (9)         | Real Madrid C. F. (5)                              | 30       | 25    | 0,83      |
| 1961-62   | José Araquistáin (1)                           | ESP (29)          | EUS (11)        | Real Madrid C. F. (6)                              | 25       | 19    | 0,76      |
| 1962-63   | José Vicente Train (2)                         | ESP (30)          | CAT (10)        | Real Madrid C. F. (7)                              | 27       | 26    | 0,96      |
| 1963-64   | José Vicente Train (3)                         | ESP (31)          | CAT (11)        | Real Madrid C. F. (8)                              | 15       | 10    | 0,66      |
| 1964-65   | Antonio Betancort (1)                          | ESP (32)          | CAN (1)         | Real Madrid C. F. (9)                              | 24       | 15    | 0,62      |
| 1965-66   | José Manuel Pesudo (1)                         | ESP (33)          | VAL (2)         | F. C. Barcelona (7)                                | 22       | 15    | 0,68      |
| 1966-67   | Antonio Betancort (2)                          | ESP (34)          | CAN (2)         | Real Madrid C. F. (10)                             | 22       | 15    | 0,68      |
| 1967-68   | Andrés Junquera (1)                            | ESP (35)          | AST (1)         | Real Madrid C. F. (11)                             | 22       | 19    | 0,86      |
| 1968-69   | Salvador Sadurní (1)                           | ESP (36)          | CAT (12)        | F. C. Barcelona (8)                                | 30       | 18    | 0,60      |
| 1969-70   | José Ángel Iribar (1)                          | ESP (37)          | EUS (12)        | Athletic Club (6)                                  | 30       | 20    | 0,66      |
| 1970-71   | Abelardo González (1) Rodri (1)                | ESP (38) ESP (39) | AST (2) RIO (1) | Valencia C. F. (4) Club Atlético de Madrid (4)     | 30 28    | 19 17 | 0,63 0,60 |
| 1971-72   | Juan Antonio Deusto (1)                        | ESP (40)          | EUS (13)        | C. D. Málaga (1)                                   | 28       | 23    | 0,82      |
| 1972-73   | Miguel Reina Santos (1) García Remón (1)       | ESP (41) ESP (42) | AND (2) MAD (2) | F. C. Barcelona (9) Real Madrid C. F. (12)         | 34 27    | 21 20 | 0,66 0,74 |
| 1973-74   | Salvador Sadurní (2)                           | ESP (43)          | CAT (13)        | F. C. Barcelona (10)                               | 30       | 22    | 0,73      |
| 1974-75   | Salvador Sadurní (3) Jorge D'Alessandro (1)    | ESP (44) ARG (1)  | CAT (14)        | F. C. Barcelona (11) U.D. Salamanca (1)            | 24 34    | 19 29 | 0,79 0,85 |
| 1975-76   | Miguel Ángel González (1)                      | ESP (45)          | GAL (5)         | Real Madrid C. F. (13)                             | 32       | 23    | 0,71      |
| 1976-77   | Miguel Reina Santos (2) Jorge D'Alessandro (2) | ESP (46) ARG (2)  | AND (3)         | Club Atlético de Madrid (5) U.D. Salamanca (2)     | 30 31    | 29 30 | 0,97 0,97 |
| 1977-78   | Pedro María Artola (1)                         | ESP (47)          | EUS (14)        | F. C. Barcelona (12)                               | 28       | 23    | 0,82      |
| 1978-79   | José Luis Fernández Manzanedo (1)              | ESP (48)          | CLN (2)         | Valencia C. F. (5)                                 | 25       | 26    | 1,04      |
| 1979-80   | Luis Miguel Arconada (1)                       | ESP (49)          | EUS (15)        | Real Sociedad (1)                                  | 34       | 20    | 0,58      |
| 1980-81   | Luis Miguel Arconada (2)                       | ESP (50)          | EUS (16)        | Real Sociedad (2)                                  | 34       | 29    | 0,85      |
| 1981-82   | Luis Miguel Arconada (3)                       | ESP (51)          | EUS (17)        | Real Sociedad (3)                                  | 34       | 33    | 0,97      |
| 1982-83   | Agustín Rodríguez (1)                          | ESP (52)          | GAL (6)         | Real Madrid C. F. (14)                             | 29       | 22    | 0,75      |
| 1983-84   | Francisco Javier 'Urruti' (1)                  | ESP (53)          | EUS (18)        | F. C. Barcelona (13)                               | 33       | 26    | 0,78      |
| 1984-85   | Juan Carlos Ablanedo (1)                       | ESP (54)          | AST (3)         | Real Sporting de Gijón (1)                         | 33       | 22    | 0,66      |
| 1985-86   | Juan Carlos Ablanedo (2)                       | ESP (55)          | AST (4)         | Real Sporting de Gijón (2)                         | 34       | 27    | 0,79      |
| 1986-87   | Andoni Zubizarreta (1)                         | ESP (56)          | EUS (19)        | F. C. Barcelona (14)                               | 43       | 29    | 0,67      |
| 1987-88   | Paco Buyo (1)                                  | ESP (57)          | GAL (7)         | Real Madrid C. F. (15)                             | 35       | 23    | 0,65      |
| 1988-89   | José Manuel Ochotorena (1)                     | ESP (58)          | EUS (20)        | Valencia C. F. (6)                                 | 37       | 25    | 0,67      |
| 1989-90   | Juan Carlos Ablanedo (3)                       | ESP (59)          | AST (5)         | Real Sporting de Gijón (3)                         | 31       | 25    | 0,80      |
| 1990-91   | Abel Resino (1)                                | ESP (60)          | CLM (1)         | Club Atlético de Madrid (6)                        | 33       | 17    | 0,51      |
| 1991-92   | Paco Buyo (2)                                  | ESP (61)          | GAL (8)         | Real Madrid C. F. (16)                             | 35       | 27    | 0,77      |
| 1992-93   | Francisco Liaño (1) Santiago Cañizares (1)     | ESP (62) ESP (63) | CAN (1) CLM (2) | Deportivo de La Coruña (5) R. C. Celta de Vigo (1) | 37 36    | 31 30 | 0,83      |
| 1993-94   | Francisco Liaño (2)                            | ESP (64)          | CAN (2)         | Deportivo de La Coruña (6)                         | 38       | 18    | 0,47      |
| 1994-95   | Pedro Jaro (1)                                 | ESP (65)          | MAD (3)         | Real Betis Balompié (2)                            | 38       | 25    | 0,65      |
| 1995-96   | José Francisco Molina (1)                      | ESP (66)          | VAL (3)         | Club Atlético de Madrid (7)                        | 42       | 32    | 0,76      |
| 1996-97   | Jacques Songo'o (1)                            | CMR (1)           |                 | Deportivo de La Coruña (7)                         | 37       | 28    | 0,76      |
| 1997-98   | Toni Jiménez (1)                               | ESP (67)          | CAT (15)        | R. C. D. Español (3)                               | 37       | 31    | 0,84      |
| 1998-99   | Carlos Roa (1)                                 | ARG (3)           |                 | R. C. D. Mallorca (1)                              | 35       | 29    | 0,83      |
| 1999-00   | Martín Herrera (1)                             | ARG (4)           |                 | Deportivo Alavés (1)                               | 38       | 37    | 0,97      |
| 2000-01   | Santiago Cañizares (2)                         | ESP (68)          | CLM (3)         | Valencia C. F. (7)                                 | 37       | 34    | 0,92      |
| 2001-02   | Santiago Cañizares (3)                         | ESP (69)          | CLM (4)         | Valencia C. F. (8)                                 | 31       | 23    | 0,74      |
| 2002-03   | Pablo Cavallero (1)                            | ARG (5)           |                 | R. C. Celta de Vigo (2)                            | 36       | 27    | 0,75      |
| 2003-04   | Santiago Cañizares (4)                         | ESP (70)          | CLM (5)         | Valencia C. F. (9)                                 | 37       | 25    | 0,68      |
| 2004-05   | Víctor Valdés (1)                              | ESP (71)          | CAT (16)        | F. C. Barcelona (15)                               | 35       | 25    | 0,71      |
| 2005-06   | José Manuel Pinto (1)                          | ESP (72)          | AND (4)         | R. C. Celta de Vigo (3)                            | 36       | 28    | 0,78      |
| 2006-07   | Roberto Abbondanzieri (1)                      | ARG (6)           |                 | Getafe C. F. (1)                                   | 36       | 30    | 0,83      |
| 2007-08   | Iker Casillas (1)                              | ESP (73)          | MAD (4)         | Real Madrid C. F. (17)                             | 36       | 32    | 0,89      |
| 2008-09   | Víctor Valdés (2)                              | ESP (74)          | CAT (17)        | F. C. Barcelona (16)                               | 35       | 31    | 0,89      |
| 2009-10   | Víctor Valdés (3)                              | ESP (75)          | CAT (18)        | F. C. Barcelona (17)                               | 38       | 24    | 0,63      |
| 2010-11   | Víctor Valdés (4)                              | ESP (76)          | CAT (19)        | F. C. Barcelona (18)                               | 32       | 16    | 0,50      |
| 2011-12   | Víctor Valdés (5)                              | ESP (77)          | CAT (20)        | F. C. Barcelona (19)                               | 35       | 28    | 0,80      |
| 2012-13   | Thibaut Courtois (1)                           | BEL (1)           |                 | Club Atlético de Madrid (8)                        | 37       | 29    | 0,78      |
| 2013-14   | Thibaut Courtois (2)                           | BEL (2)           |                 | Club Atlético de Madrid (9)                        | 37       | 24    | 0,65      |
| 2014-15   | Claudio Bravo (1)                              | CHI (1)           |                 | F. C. Barcelona (20)                               | 37       | 19    | 0,51      |
| 2015-16   | Jan Oblak (1)                                  | SVN (1)           |                 | Club Atlético de Madrid (10)                       | 38       | 18    | 0,47      |
| 2016-17   | Jan Oblak (2)                                  | SVN (2)           |                 | Club Atlético de Madrid (11)                       | 30       | 21    | 0,72      |
| 2017-18   | Jan Oblak (3)                                  | SVN (3)           |                 | Club Atlético de Madrid (12)                       | 37       | 22    | 0,59      |
| 2018-19   | Jan Oblak (4)                                  | SVN (4)           |                 | Club Atlético de Madrid (13)                       | 37       | 27    | 0,73      |
| 2019-20   | Thibaut Courtois (3)                           | BEL (3)           |                 | Real Madrid C. F. (18)                             | 34       | 20    | 0,59      |
| 2020-21   | Jan Oblak (5)                                  | SVN (5)           |                 | Club Atlético de Madrid (14)                       | 38       | 25    | 0,66      |
| 2021-22   | Yassine Bounou (1)                             | MAR (1)           |                 | Sevilla F. C. (1)                                  | 31       | 24    | 0,77      |
| 2022-23   | Marc-André Ter Stegen (1)                      | GER (1)           |                 | F. C. Barcelona (21)                               | 37       | 18    | 0,49      |
| 2023-24   | Unai Simón (1)                                 | ESP (78)          | EUS (21)        | Athletic Club (7)                                  | 36       | 33    | 0,91      |
| 2024-25   | Jan Oblak (6)                                  | SVN (6)           |                 | Club Atlético de Madrid (15)                       | 36       | 30    | 0,83      |

### Resumen
Jan Oblak es el futbolista que en mayor número de ocasiones ha finalizado la temporada como portero menos batido con un total de seis veces. Le siguen de cerca Antoni Ramallets y Víctor Valdés con cinco veces. Los únicos que han ganado cuatro trofeos Zamora consecutivos han sido Víctor Valdés y Jan Oblak. El Barcelona es el equipo que ha contado con mayor número de ganadores.
Los porteros con menor promedio son Jan Oblak en la temporada 2015-16 en el Atlético de Madrid y Francisco Liaño en la temporada 1993-94 con el Deportivo de La Coruña, ambos con 0,47 goles encajados por partido.
| Trofeos | Jugadores |
| ------- | --- |
| 6       | Jan Oblak |
| 5       | Antoni Ramallets Víctor Valdés |
| 4       | Juan Acuña Santiago Cañizares |
| 3       | Ricardo Zamora Gregorio Blasco José Vicente Train Salvador Sadurní Luis Miguel Arconada Juan Carlos Ablanedo Thibaut Courtois |
| 2       | Ignacio Eizaguirre Marcel Domingo Antonio Betancort Jorge D'Alessandro Miguel Reina Santos Paco Buyo Francisco Liaño |
| 1       | Tomás Zarraonandía Joaquín Urquiaga Fernando Tabales José María Echevarría José Bañón Raimundo Pérez Lezama Juan Zambidio Velasco Luis Menéndez Juan Alonso Gregorio Vergel 'Goyo' José Araquistáin José Manuel Pesudo Andrés Zapico Junquera José Ángel Iríbar Abelardo González Juan Antonio Deusto Miguel Ángel González Pedro María Artola José Luis Fdez. Manzanedo Agustín Rodríguez García Remón Rodri Francisco Javier 'Urruti' Andoni Zubizarreta José Manuel Ochotorena Abel Resino Pedro Jaro José Francisco Molina Jacques Songo'o Toni Jiménez Carlos Roa Martín Herrera Pablo Cavallero José Manuel Pinto Roberto Abbondanzieri Iker Casillas Claudio Bravo Yassine Bounou Marc-André ter Stegen Unai Simón |

| Trofeos | Equipos                                                                              |
| ------- | ------------------------------------------------------------------------------------ |
| 21      | FC Barcelona                                                                         |
| 18      | Real Madrid C. F.                                                                    |
| 15      | Atlético de Madrid                                                                   |
| 9       | Valencia C. F.                                                                       |
| 7       | Athletic Club Deportivo de La Coruña                                                 |
| 3       | R. C. D. Español Real Sociedad Real Sporting de Gijón Celta de Vigo                  |
| 2       | Real Betis Balompié Unión Deportiva Salamanca                                        |
| 1       | Arenas de Getxo CD Málaga R. C. D. Mallorca Deportivo Alavés Getafe C. F. Sevilla FC |

### Por países
| País      | Jugadores | Total |
| --------- | --------- | ----- |
| España    | 47        | 78    |
| Argentina | 5         | 6     |
| Eslovenia | 1         | 6     |
| Bélgica   | 1         | 3     |
| Francia   | 1         | 2     |
| Camerún   | 1         | 1     |
| Chile     | 1         | 1     |
| Marruecos | 1         | 1     |
| Alemania  | 1         | 1     |

### Por comunidades
| Comunidad            | Jugadores | Total |
| -------------------- | --------- | ----- |
| Euskadi              | 16        | 21    |
| Cataluña             | 6         | 20    |
| Galicia              | 4         | 8     |
| Comunidad de Madrid  | 4         | 4     |
| Asturias             | 3         | 5     |
| Andalucía            | 3         | 4     |
| Comunidad Valenciana | 3         | 3     |
| Castilla-La Mancha   | 2         | 5     |
| Castilla y León      | 2         | 2     |
| Canarias             | 1         | 2     |
| Cantabria            | 1         | 2     |
| Región de Murcia     | 1         | 1     |
| La Rioja             | 1         | 1     |

## Palmarés de Segunda División
| Temporada   | Portero                    | Nacionalidad     | Comunidad | Equipo                       | Partidos | Goles | Prom. |
| ----------- | -------------------------- | ---------------- | --------- | ---------------------------- | -------- | ----- | ----- |
| 1985-86     | Joaquim Ferrer (1)         | ESP (01)         | CAT (1)   | Real Murcia (1)              | 37       | 30    | 0,81  |
| 1986-87     | Javier Echevarría          | ESP (02)         | EUS (1)   | Sestao S. C. (1)             | 43       | 27    | 0,62  |
| 1986-87 (*) | José Antonio Gallardo      | ESP (03)         | AND (1)   | Málaga C. F. (1)             | 18       | 13    | 0,72  |
| 1987-88     | Joaquim Ferrer (2)         | ESP (04)         | CAT (2)   | U. E. Figueres               | 30       | 23    | 0,76  |
| 1988-89     | Ezaki Badou                | MAR (1)          |           | R. C. D. Mallorca            | 28       | 15    | 0,53  |
| 1989-90     | Miguel Bastón              | ESP (05)         | GAL (1)   | Real Burgos                  | 38       | 24    | 0,63  |
| 1990-91     | Francisco Liaño            | ESP (06)         | CAN (1)   | Sestao S. C. (2)             | 38       | 27    | 0,71  |
| 1991-92     | José Ignacio Garmendia (1) | ESP (07)         | EUS (2)   | S. D. Eibar (2)              | 38       | 22    | 0,58  |
| 1992-93     | Mauro Ravnić               | CRO (1)          |           | U. E. Lleida                 | 38       | 19    | 0,50  |
| 1993-94     | Toni Jiménez               | ESP (08)         | CAT (3)   | R. C. D. Español             | 38       | 25    | 0,66  |
| 1994-95     | Francisco Leal (1)         | ESP (09)         | AND (2)   | C. P. Mérida (1)             | 38       | 19    | 0,50  |
| 1995-96     | José Ignacio Garmendia (2) | ESP (10)         | EUS (3)   | S. D. Eibar (2)              | 36       | 30    | 0,83  |
| 1996-97     | Emilio López               | ESP (11)         | GAL (2)   | C. D. Badajoz                | 36       | 22    | 0,61  |
| 1997-98     | Francisco Leal (2)         | ESP (12)         | AND (3)   | Deportivo Alavés             | 39       | 22    | 0,56  |
| 1998-99     | Željko Cicović             | YUG (1)          |           | U. D. Las Palmas             | 34       | 25    | 0,73  |
| 1999-00     | Nuno                       | POR (1)          |           | C. P. Mérida (2)             | 41       | 31    | 0,75  |
| 2000-01     | César Quesada              | ESP (13)         | MAD (1)   | Recreativo de Huelva (1)     | 38       | 23    | 0,61  |
| 2001-02     | Manuel Almunia             | ESP (14)         | NAV (1)   | S. D. Eibar (3)              | 34       | 19    | 0,56  |
| 2002-03     | Andreas Reinke             | GER (1)          |           | Real Murcia (2)              | 40       | 21    | 0,53  |
| 2003-04     | Toño Rodríguez             | ESP (15)         | VAL (1)   | Recreativo de Huelva (2)     | 28       | 19    | 0,68  |
| 2004-05     | Armando Ribeiro            | ESP (16)         | EUS (4)   | Cádiz C. F. (1)              | 40       | 26    | 0,65  |
| 2005-06     | Roberto Fernández          | ESP (17)         | GAL (3)   | Real Sporting de Gijón (1)   | 38       | 31    | 0,82  |
| 2006-07     | Alberto López              | ESP (18)         | EUS (5)   | Real Valladolid (1)          | 35       | 28    | 0,80  |
| 2007-08     | Carlos Sánchez             | ESP (19)         | MAD (2)   | C. D. Castellón              | 33       | 27    | 0,82  |
| 2008-09     | David Cobeño Claudio Bravo | ESP (20) CHI (1) | MAD (3)   | Rayo Vallecano Real Sociedad | 40 32    | 35 28 | 0,88  |
| 2009-10     | Vicente Guaita             | ESP (21)         | VAL (2)   | Recreativo de Huelva (3)     | 30       | 24    | 0,80  |
| 2010-11     | Andrés Fernández           | ESP (22)         | MUR (1)   | Sociedad Deportiva Huesca    | 31       | 26    | 0,84  |
| 2011-12     | Jaime Jiménez              | ESP (23)         | CLM (1)   | Real Valladolid (2)          | 40       | 36    | 0,90  |
| 2012-13     | Manu Herrera               | ESP (24)         | MAD (4)   | Elche C. F.                  | 39       | 25    | 0,64  |
| 2013-14     | Xabi Irureta               | ESP (25)         | EUS (6)   | S. D. Eibar (4)              | 40       | 27    | 0,67  |
| 2014-15     | Iván Cuéllar               | ESP (26)         | EXT (1)   | Real Sporting de Gijón (2)   | 36       | 21    | 0,58  |
| 2015-16     | Isaac Becerra              | ESP (27)         | CAT (4)   | Girona F. C. (1)             | 42       | 28    | 0,66  |
| 2016-17     | Raúl Fernández (1)         | ESP (28)         | EUS (7)   | Levante U. D. (1)            | 33       | 22    | 0,67  |
| 2017-18     | Alberto Cifuentes          | ESP (29)         | CLM (2)   | Cádiz C. F. (2)              | 42       | 29    | 0,69  |
| 2018-19     | Rui Silva                  | POR (2)          |           | Granada C. F. (1)            | 40       | 27    | 0,68  |
| 2019-20     | Munir                      | MAR (2)          |           | Málaga C. F. (2)             | 38       | 29    | 0,79  |
| 2020-21     | Diego López                | ESP (30)         | GAL (4)   | R. C. D. Español (2)         | 40       | 25    | 0,63  |
| 2021-22     | Fernando Martínez          | ESP (31)         | MUR (2)   | U. D. Almería (1)            | 41       | 33    | 0,80  |
| 2022-23     | Raúl Fernández (2)         | ESP (32)         | EUS (8)   | Granada C. F. (2)            | 29       | 19    | 0,66  |
| 2023-24     | Diego Conde                | ESP (33)         | MAD (5)   | C. D. Leganés (1)            | 39       | 26    | 0,67  |
| 2024-25     | Matías Dituro              | ARG (1)          |           | Elche C. F. (2)              | 38       | 33    | 0,87  |

(*) Entregado a título póstumo al ser el Zamora provisional en el momento de su muerte.

### Resumen
Joaquim Ferrer, José Ignacio Garmendia, Francisco Leal y Raúl Fernández son los futbolistas que en mayor número de ocasiones ha finalizado la temporada como portero menos batido con un total de 2 veces cada uno. La S. D. Eibar es el equipo que ha contado con mayor número de ganadores.
| Trofeos | Jugadores |
| ------- | --- |
| 2       | Joaquim Ferrer José Ignacio Garmendia Francisco Leal Raúl Fernández |
| 1       | Javier Echevarría José Antonio Gallardo Ezaki Badou Miguel Bastón Francisco Liaño Mauro Ravnić Toni Jiménez Emilio López Željko Cicović Nuno César Quesada Manuel Almunia Andreas Reinke Toño Rodríguez Armando Riveiro Roberto Fernández Alberto López Carlos Sánchez David Cobeño Claudio Bravo Vicente Guaita Andrés Fernández Jaime Jiménez Manu Herrera Xabi Irureta Iván Cuéllar Isaac Becerra Alberto Cifuentes Rui Silva Munir Diego López Fernando Martínez Diego Conde Matías Dituro |

| Trofeos | Equipos |
| ------- | --- |
| 4       | S. D. Eibar |
| 3       | Recreativo de Huelva |
| 2       | Cádiz C. F. Málaga C. F. C. P. Mérida Real Murcia Sestao S. C. Real Sporting de Gijón R. C. D. Español Granada C. F. Real Valladolid C. F. Elche C. F.                                                                     |
| 1       | U. E. Figueres R. C. D. Mallorca Real Burgos U. E. Lleida C. D. Badajoz Deportivo Alavés U. D. Las Palmas C. D. Castellón Rayo Vallecano Real Sociedad S. D. Huesca Girona F. C. Levante U. D. U. D. Almería C. D. Leganés |

### Por países
| País                | Jugadores | Total |
| ------------------- | --------- | ----- |
| España              | 30        | 33    |
| Portugal            | 2         | 2     |
| Marruecos           | 2         | 2     |
| Croacia             | 1         | 1     |
| Serbia y Montenegro | 1         | 1     |
| Alemania            | 1         | 1     |
| Chile               | 1         | 1     |
| Argentina           | 1         | 1     |

### Por comunidades
| Comunidad            | Jugadores | Total |
| -------------------- | --------- | ----- |
| Euskadi              | 7         | 8     |
| Comunidad de Madrid  | 5         | 5     |
| Galicia              | 4         | 4     |
| Cataluña             | 3         | 4     |
| Andalucía            | 2         | 3     |
| Comunidad Valenciana | 2         | 2     |
| Castilla-La Mancha   | 2         | 2     |
| Región de Murcia     | 2         | 2     |
| Cantabria            | 1         | 1     |
| Navarra              | 1         | 1     |
| Extremadura          | 1         | 1     |

## Palmarés de Primera División Femenina
| Temporada | Portero               | Nacionalidad | Comunidad | Equipo                 | Partidos | Goles | Prom. |
| --------- | --------------------- | ------------ | --------- | ---------------------- | -------- | ----- | ----- |
| 2015-16   | Sandra Paños (1)      | ESP (1)      | VAL (1)   | F. C. Barcelona (1)    | 18       | 1     | 0,05  |
| 2016-17   | Christiane Endler (1) | CHI (1)      |           | Valencia C. F. (1)     | 23       | 9     | 0,39  |
| 2017-18   | Sandra Paños (2)      | ESP (2)      | VAL (2)   | F. C. Barcelona (2)    | 26       | 12    | 0,46  |
| 2018-19   | Sandra Paños (3)      | ESP (3)      | VAL (3)   | F. C. Barcelona (3)    | 27       | 11    | 0,40  |
| 2019-20   | Sandra Paños (4)      | ESP (4)      | VAL (4)   | F. C. Barcelona (4)    | 19       | 5     | 0,26  |
| 2020-21   | Misa Rodríguez (1)    | ESP (5)      | CAN (1)   | Real Madrid C. F. (1)  | 32       | 30    | 0,93  |
| 2021-22   | Elene Lete (1)        | ESP (6)      | EUS (1)   | Real Sociedad (1)      | 22       | 12    | 0,54  |
| 2022-23   | Misa Rodríguez (2)    | ESP (7)      | CAN (2)   | Real Madrid C. F. (2)  | 26       | 23    | 0,88  |
| 2023-24   | Lola Gallardo (1)     | ESP (8)      | AND (1)   | Atlético de Madrid (1) | 27       | 21    | 0,77  |
| 2024-25   | Catalina Coll (1)     | ESP (9)      | BAL (1)   | F. C. Barcelona (5)    | 22       | 11    | 0,50  |

### Resumen
| Trofeos | Jugadoras                                                |
| ------- | -------------------------------------------------------- |
| 4       | Sandra Paños                                             |
| 2       | Misa Rodríguez                                           |
| 1       | Christiane Endler Elene Lete Lola Gallardo Catalina Coll |

| Trofeos | Equipos                                         |
| ------- | ----------------------------------------------- |
| 5       | F. C. Barcelona                                 |
| 2       | Real Madrid C. F.                               |
| 1       | Valencia C. F. Real Sociedad Atlético de Madrid |

### Por países
| País   | Jugadoras | Total |
| ------ | --------- | ----- |
| España | 5         | 9     |
| Chile  | 1         | 1     |

### Por comunidades
| Comunidad            | Jugadoras | Total |
| -------------------- | --------- | ----- |
| Comunidad Valenciana | 1         | 4     |
| Canarias             | 1         | 2     |
| Euskadi              | 1         | 1     |
| Andalucía            | 1         | 1     |
| Islas Baleares       | 1         | 1     |